# Лысенко, Андрей Маркович
Андрей Маркович Лысенко (1886, Варваровка, Екатеринославская губерния — 29 сентября 1924, Симферополь) — российский революционер, профсоюзный деятель. Участник революции 1905-1907 годов, Октябрьской революции и Гражданской войны в России. Член РКП(б) с июля 1918 года. Во время Гражданской войны долгое время работал в белом тылу на нелегальной основе.

## Биография
Родился в 1886 году в деревне Варваровка Херсонской губернии в крестьянской семье. Учился в церковно-приходской школе и городском училище. В 17 лет начал работать подручным в депо Юго-Западных железных дорог, где работал в течение двух лет, получив должность помощника машиниста.
В 1906 году был выслан в Акмолинскую область по обвинению в участие в «боевой дружине». С мая 1913 по февраль 1917 года работал в Севастопольском порту.

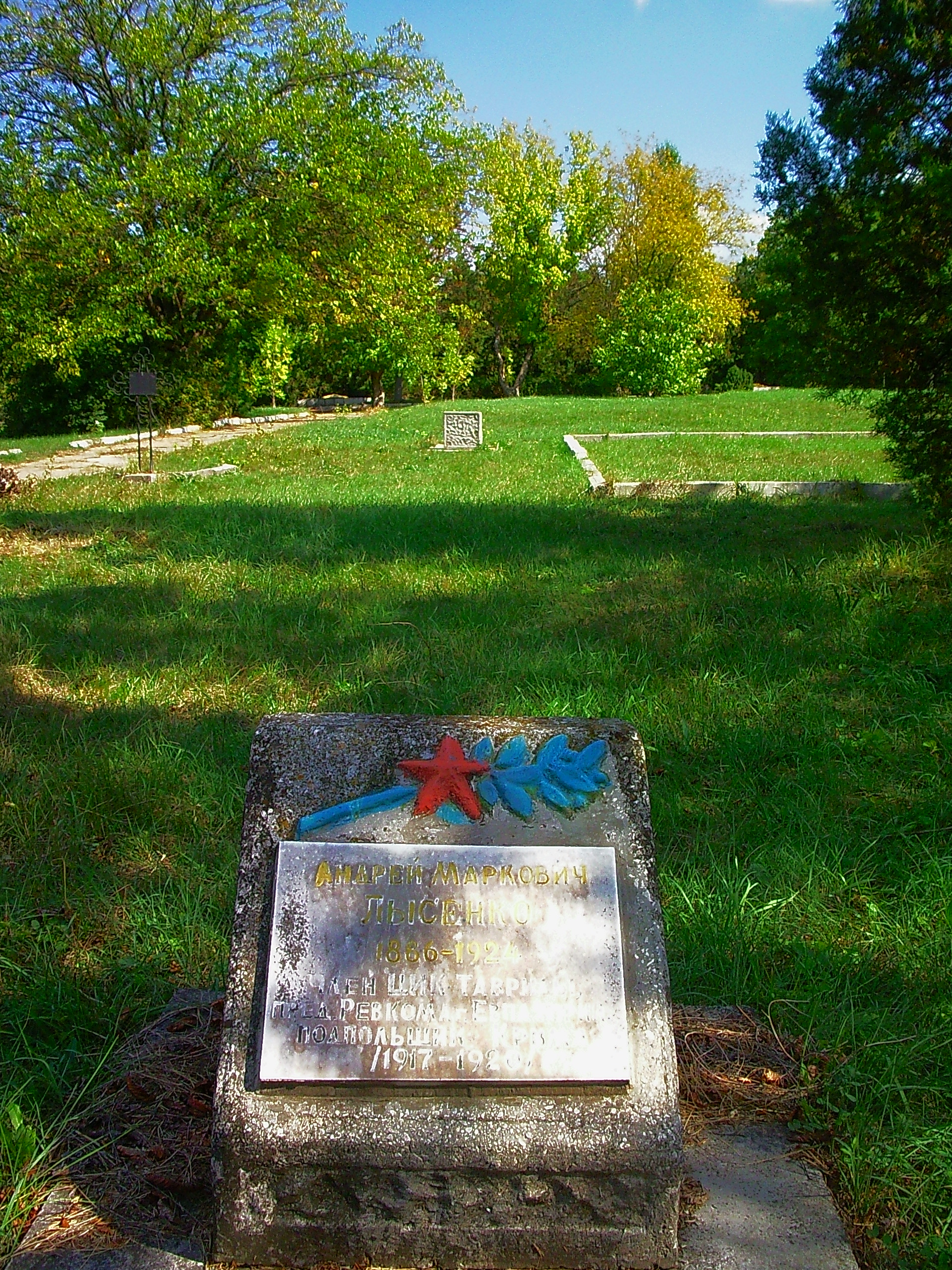
Могила борца за власть Советов в Крыму А. М. Лысенко

Участвовал в революционных событиях в Севастополе в 1917 году. Занимался организацией Союза рабочих и служащих морского ведомства и руководил им до 1918 года, когда тот был объединён с Севастопольским союзом металлистом. Лысенко был избран от 12 тысяч рабочих в состав президиума комитета, состоящего из 80 человек. Принадлежал к группе левых эсеров. Во время выборов Совета рабочих депутатов Севастополя был назначен исполкомом на должность комиссара порта и завода, а также комиссаром почт и телеграфов.
Во время красного террора в Севастополе в декабре 1917 года Лысенко занимался организацией вооружённых рабочих отрядов. После прихода немцев в Севастополь, Лысенко направился в командировку на Украину, где встречался с Христианом Раковским, а затем в Москву. Вернувшись в Севастополь, выступил на митинге с участием 500 человек. Член РКП(б) с июля 1918 года.
При власти Крымского краевого правительства участвовал в организации «мёртвой» стачки в Севастополе. После прибытия войск Антанты в Крым занимался агитацией среди французских солдат. Накануне установления советской власти в Крыму, Ревком назначил Лысенко комиссаром порта и Черноморского флота, заместителем председателя Совнархоза. После установления советской власти назначен председателем СНХ и председателем райкома металлистов.
После падения через 75 дней власти Крымской социалистической советской республики, Лысенко в конце июня 1919 года переезжает в Херсон, а затем в Евпаторию. На месте жил у подпольщика Мазанинника. Из-за опасности быть пойманным переехал на хутор Чеботарка. Там Лысенко занимался большевистской агитацией и переправкой людей в Крымскую повстанческую армию. 14 октября 1920 года Лысенко был задержан, содержался в тюрьме и приговорён к смертной казни. Приговор не был введён в силу, поскольку в ноябре 1920 года Красная армия прорвалась в Крым.
После этого Лысенко был назначен председателем военно-революционного комитета, а позднее — предревкома Евпаторийского уезда. Незадолго до смерти работал в Симферополе, занимал пост председателя Центрального рабочего кооператива, был членом комиссии помощи голодающим Крыма.
Скончался 29 сентября 1924 года в Симферополе. Похоронен на воинском кладбище на улице Старозенитной (сектор № 4). Могила является памятником истории регионального значения  Объект культурного наследия народов РФ регионального значения. Рег. № 911710892740005 (ЕГРОКН).